# Македа
Македа (ісп. Maqueda) — муніципалітет в Іспанії, у складі автономної спільноти Кастилія-Ла-Манча, у провінції Толедо. Населення — 541 особа (2010).
Муніципалітет розташований на відстані близько 70 км на південний захід від Мадрида, 37 км на північний захід від Толедо.

## Демографія
Динаміка населення (INE ):

## Галерея зображень

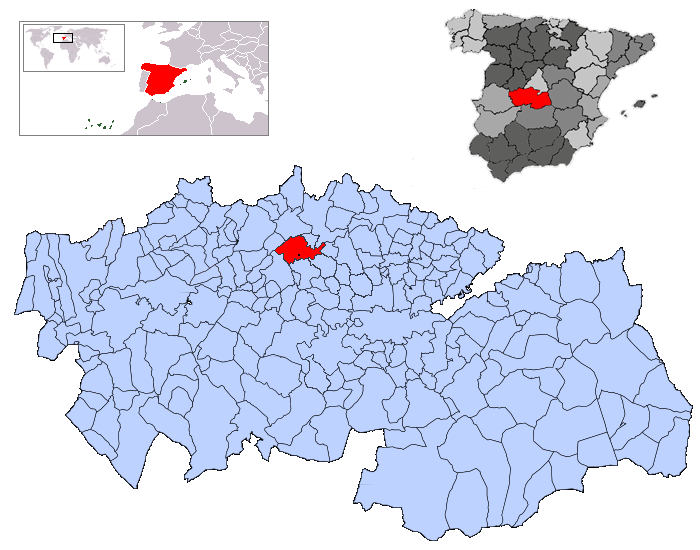
Розташування муніципалітету у провінції Толедо
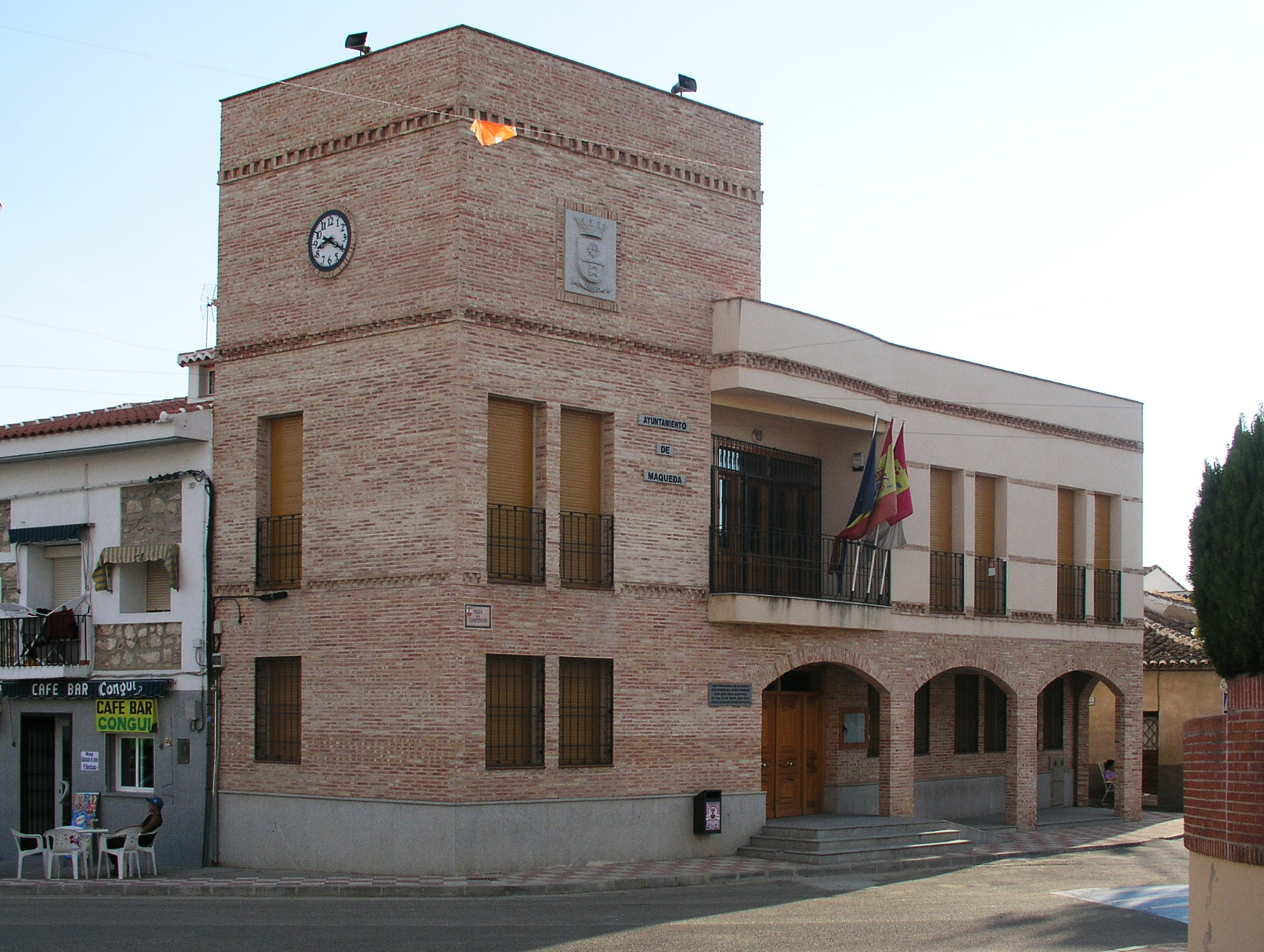
Муніципальна рада
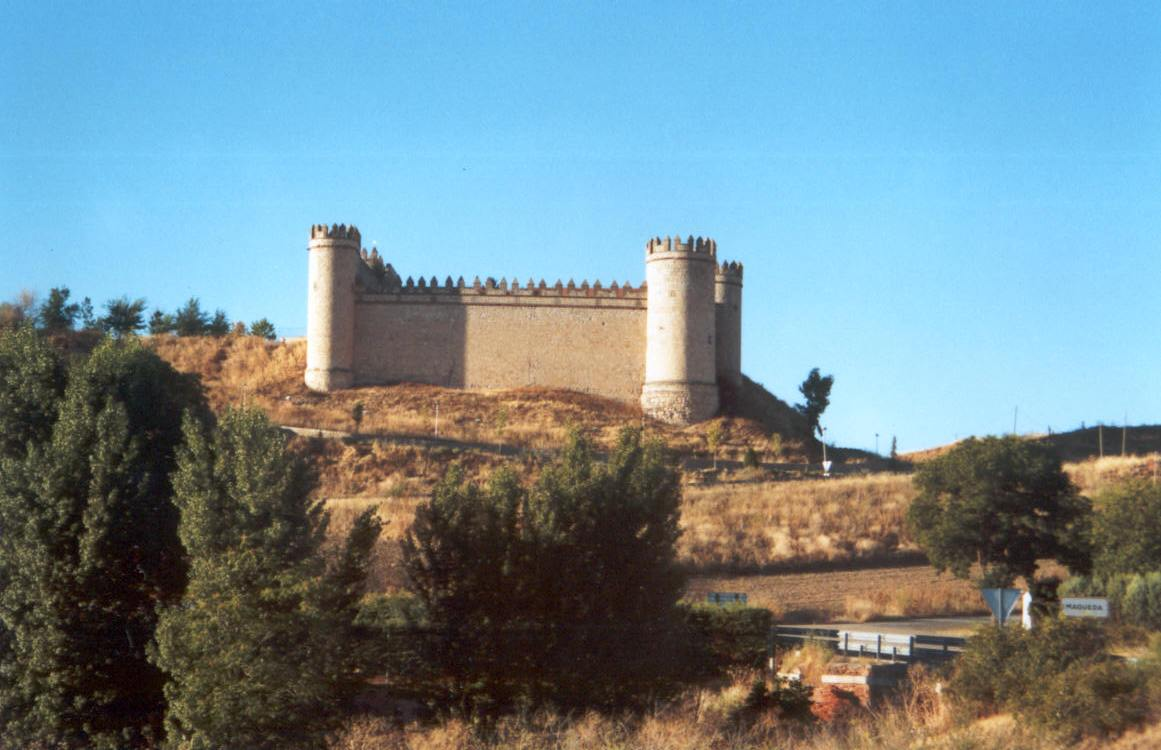
Замок Ла-Вела